# Hernandarioides planus
Hernandarioides planus is een hooiwagen uit de familie Gonyleptidae.